# Cteniscus amurensis
Cteniscus amurensis là một loài tò vò trong họ Ichneumonidae.